# Thorsten Schmidt (Autor)
Thorsten Schmidt (* 12. Februar 1961 in Kiel) ist ein deutscher Verleger und Autor mehrerer Bücher. Sein Tätigkeitsschwerpunkt ist die Musik.

## Leben
Schmidt wuchs in Kiel auf, wo er 1980 sein Abitur machte. Nach dem Zivildienst, den er 1981 und 1982 absolvierte, begann er 1982 das Studium von Soziologie, Politik und Literaturwissenschaft. Seinen Lebensunterhalt verdiente er sich zu dieser Zeit mit journalistischen Tätigkeiten für verschiedene Tageszeitungen, bevor er sich 1985 der Schauspielerei zuwandte und bis 1988 eine Schauspielausbildung absolvierte.
1988 bekam er ein Engagement an der Komödie Kassel, 1989 wechselte er ans Staatstheater Braunschweig, dem er bis 1992 angehörte. In dieser Zeit entstand auch der Dokumentarfilm Wer befreite Helgoland, für den Schmidt das Drehbuch verfasste und die Regie übernahm. Den Film produzierte er von 1990 bis 1993 gemeinsam mit Kurt Denzer. 1992 entstand in Zusammenarbeit mit Thomas Rehwagen das Buch Mach Schau! Die Beatles in Hamburg.
1994 und 1995 war Schmidt Projektleiter „100 Jahre Kino“ für die „Landesarbeitsgemeinschaft LAG Jugend & Film Niedersachsen e. V.“, für die er eine Wanderausstellung und ein Kinderkinomuseum organisierte, bevor er 1996 den Verlag „Kultur Buch Bremen“ gründete, wo er das Jahrbuch „Schwarze Seiten“ für Sammler von Schallplatten herausgab. Die bisher letzte Ausgabe erschien 2004.
Ab 2000 war Schmidt außerdem für Konzeption und Programmleitung der Buchreihe "achterbahn music" bei der Achterbahn AG zuständig; ab 2005 setzte er seine Studien von Soziologie und Kulturwissenschaft fort. Seine bisher letzte Veröffentlichung war 2009 das Buch "Jimi Hendrix auf Fehmarn".
2011/12 war Schmidt Pressereferent beim Bremer Sechstagerennen.
Als Radiomoderator ist Schmidt bei verschiedenen Webradios tätig. Seine Themenschwerpunkte sind die Musik der Neuen Deutschen Welle (wöchentliche Sendung: "Blaue Augen") und deutsche Rock- und Popmusik aus sechs Jahrzehnten (wöchentliche Sendung: "Backstage").
Seit dem Wintersemester 2013/14 ist Schmidt als Lehrbeauftragter an der Universität Bremen im Fachbereich Soziologie tätig. Sein Forschungsschwerpunkt ist die "visuelle Soziologie".

## Schwarze Seiten
Von 1996 bis 2004 gab Schmidt das Jahrbuch „Schwarze Seiten – Service für Sammler von Schallplatten und CDs“ heraus. 2003 erschien keine Ausgabe. Erst 2004 wieder. Das war dann allerdings die letzte Veröffentlichung. Die jeweiligen Ausgaben enthielten unter anderem Adresslisten, die für Schallplattensammler von Interesse waren, Terminübersichten zu Schallplattenbörsen, sowie Auflistungen von Fanzines. Außerdem waren in den einzelnen Ausgaben wechselnde Features zu spezifischen Themen enthalten, zum Beispiel „Paris für Plattensammler“, „Tony Sheridan und der fast vergessene Song“, „Interview mit Peter Kraus“ oder „Hurra hurra – PayPal ist da“ (Auszug aus der Ausgabe für 2004). Das Jahrbuch wurde von der Musikpresse positiv aufgenommen: Das Hardrock- und Heavy-Metal-Magazin „Break Out“ nannte es eine „Pflichtlektüre für Plattensammler und Musikbegeisterte“, Musikexpress/Sounds bezeichnete das Buch als „ein unverzichtbares Werk“.

## Bibliografie
- 1992: Mach Schau! Die Beatles in Hamburg. EinfallsReich Verlag, ISBN 3-926207-12-4. (mit Thomas Rehwagen)
- 1997: Jimi Hendrix oder der Sturm auf Fehmarn. Kultur Buch Bremen, ISBN 3-9804670-4-X. (Herausgeber)
- 1998: Let´s spend the night together – Rolling Stones in Hamburg und Bremen. Kultur Buch Bremen, ISBN 3-9804670-5-8. (Herausgeber)
- 1998: Günter Zint – portrait of music. Kultur Buch Bremen, ISBN 3-9804670-7-4.
- 1999: The Beatles Mixes – The ultimate guide through all variations of the Beatles recordings. Kultur Buch Bremen, ISBN 3-933851-00-9. (mit Holger Schoeler)
- 2001: Roy Black – Irgend jemand liebt auch Dich. achterbahn music, ISBN 3-89719-414-7.
- 2005: Beat-Club – Alle Sendungen alle Stars alle Songs. (Herausgeber), Kultur Buch Bremen, ISBN 3-933851-09-2.
- 2008: John Lennon – die deutsche Diskographie. Kultur Buch Bremen, ISBN 978-3-933851-14-7.
- 2009: Jimi Hendrix auf Fehmarn. Sein letztes Konzert am 6. September 1970. Kultur Buch Bremen, ISBN 978-3-933851-15-4.